# 哈达镇 (鸡东县)
哈达镇，是中华人民共和国黑龙江省鸡西市鸡东县下辖的一个乡镇级行政单位。

## 行政区划
哈达镇下辖以下地区：
哈达社区、保合社区、哈达村、先锋村、太阳村、东风村、山河村、程家村、杏花村、双保村和青山村。